# Tisti, ki pihajo (sura)
Tisti, ki pihajo (arabsko Adh-Dhariyat) je 51. sura (poglavje) v Koranu, ki jo sestavlja 60 ajatov (verzov). Je meška sura.
Med opravljanjem molitve (salata oz. namaza) pri tej suri verniki opravijo 3 ruku'jev (priklonov).